# 铅山县
铅山县位于中华人民共和国江西省东北部、信江中游，是上饶市所辖的一个县，地處武夷山脈北麓，東連廣信區，西接弋陽縣、貴溪市，北靠橫峯縣，南臨福建省武夷山市、光澤縣，縣人民政府駐河口鎮。

## 名称由来
最初建縣以永平鎮西四里有鉛山，遂以山名縣，故而得名。

## 历史沿革
南唐保大十一年（953年），析弋阳、上饶置铅山县，因永平西四里有铅山，遂以山名县。治所在永平，隶信州。 
元至元二十九年（1292年），升县为州，名铅山州（一名永平州），隶属浙江行中书省。
明洪武二年（1360年）复为县，隶广信府。
1914年属豫章道，1931年属第六行政区，1949年5月以后隶属上饶地(专)区。
自建县起至1949年6月，县治一直设在永平镇。1949年7月，县治迁河口镇。

## 行政区划
铅山县下辖8个镇、7个乡、2个民族乡：
河口镇、永平镇、石塘镇、鹅湖镇、湖坊镇、武夷山镇、汪二镇、葛仙山镇、陈坊乡、虹桥乡、新滩乡、稼轩乡、英将乡、紫溪乡、太源畲族乡、天柱山乡、篁碧畲族乡和铅山县国营森林苗圃。

## 地理

### 区位
铅山县位于江西东北部、武夷山脉北麓，东为上饶县，北为横峰县，西为弋阳县和贵溪市，南邻福建省的武夷山市和光泽县。

### 地形地貌
北部信江沿岸有少量平原，中部多丘陵，南部为山地。基本地貌特征呈南高北低。

### 山脉山峰
武夷山脉主峰黄岗山位于铅山与福建武夷山市交界处，海拔2157米，为中国大陆东南最高峰。其它较高的山峰有独竖尖（海拔2128米，江西第二高峰）、过风坳（海拔1887米）。	

### 水系
全县均属信江水系，信江干流横贯，在县内主要有两大支流：铅山河和陈坊河，铅山河在河口镇东汇入信江，陈坊河在汪二镇北汇入信江。建有中型水库两座：丰产水库、铁炉水库。

## 交通
- 铁路：峰福铁路
- 公路： 237国道、 202省道、 204省道、 宁上高速公路_

## 经济
| 铅山县国内生产总值 | 铅山县国内生产总值 | 铅山县国内生产总值 | 铅山县国内生产总值 | 铅山县国内生产总值 |
| ------------------ | ------------------ | ------------------ | ------------------ | ------------------ |
| 年                 | 年                 |                    | GDP                | GDP                |
| 2006               | 2006               |                    | 28.2               | 28.2               |
| 2007               | 2007               |                    | 32.5               | 32.5               |
| 2008               | 2008               |                    | 37.46              | 37.46              |
| 2009               | 2009               |                    | 43.88              | 43.88              |
| 2010               | 2010               |                    | 51.83              | 51.83              |
| 单位：亿元         |                    |                    |                    |                    |

全国第二大铜矿永平铜矿坐落境内。2007年，全县实现GDP32.5亿元，财政总收入3.06亿元。

## 人口
绝大部分居民为汉族，少数民族包括畲族（总人口为3700余人）和少量的蒙、回、藏、苗、壮、满、黎族。
2021年末，鉛山縣户籍總人口為48.07萬人，户籍人口城鎮化率為58.8%。常住人口為38.24萬人。

## 文化
宋淳熙二年（1175年）四月，朱熹、吕祖谦、陆九龄、陆九渊在鹅湖寺聚会，史称“鹅湖之会”。后在寺西建有“四贤祠”。
淳熙十五年（1188年）冬，辛弃疾与陈亮会于鹅湖寺。庆元二年（1196年），辛弃疾在上饶带湖的住宅失火，遂移居铅山瓢泉。开禧三年（1207年）九月十日，辛弃疾病逝，终年68岁，葬虎头门彭家湾洋源山。
淳祐十年（1250年），宋理宗为鹅湖“四贤祠”改名“文宗书院”，现称鹅湖书院。

## 风景名胜
- 高山：黄岗山、独竖尖、过风坳
- 道教名山：葛仙山

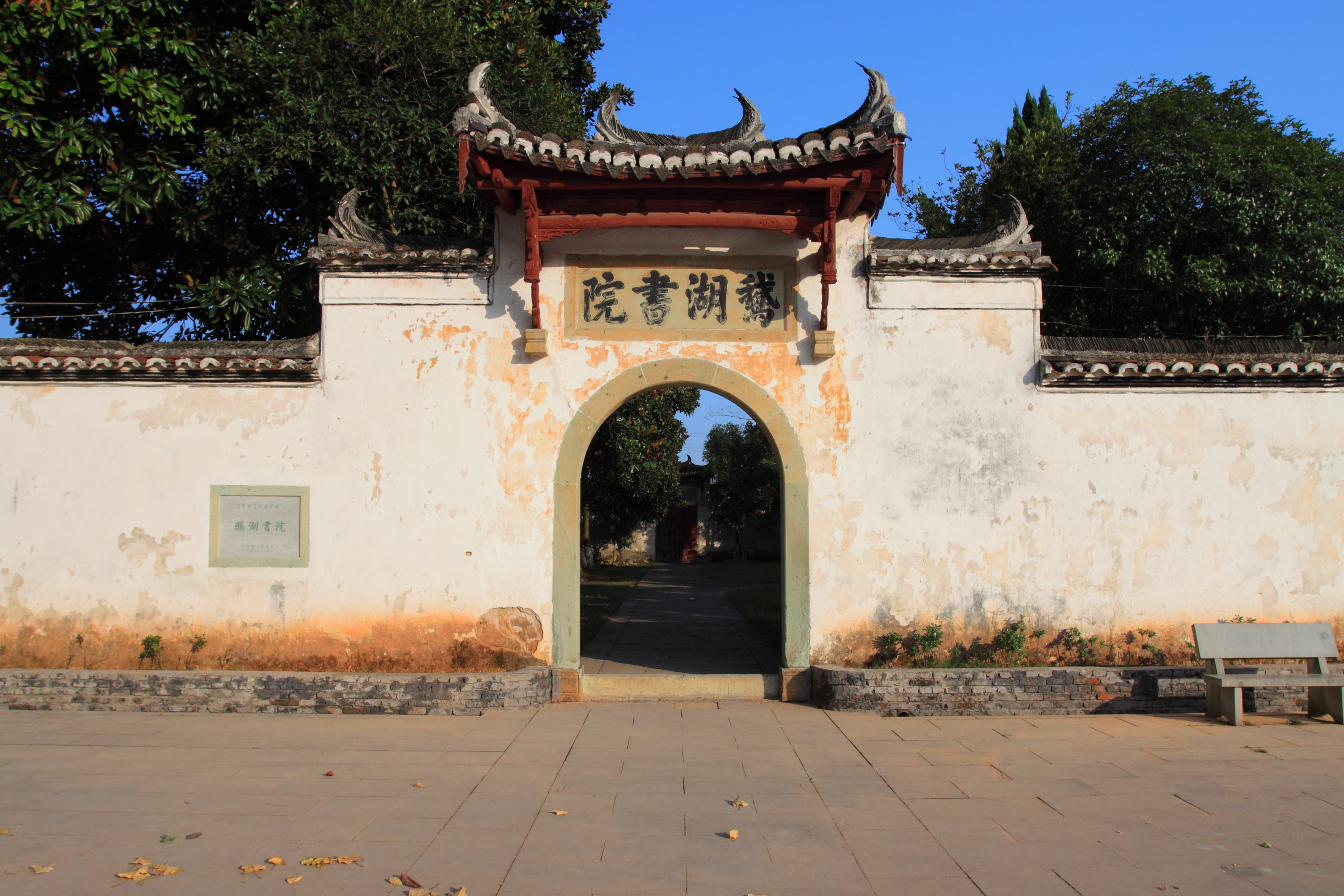
鹅湖书院

- 鹅湖山国家森林公园，包括鹅湖书院（全国重点文物保护单位）、辛弃疾墓（江西省文物保护单位）、辛弃疾故居——瓢泉，蒋仕铨墓（江西省文物保护单位），峰顶山等[8]
- 其它江西省文物保护单位：澄波桥、费宏墓
- 古镇：河口镇、石塘镇、湖坊镇、陈坊乡

## 特产
铅山连四纸：中国地理标志产品。